# FFH-Gebiet Agger
Das FFH-Gebiet Agger ist ein 198 ha großes Areal im Verlauf der Agger im Rheinisch-Bergischen Kreis und im Rhein-Sieg-Kreis in Nordrhein-Westfalen. Es gehört zum Natura-2000-Schutzgebietsnetz und trägt die Kennung DE-5109-302. Das Gebiet umfasst grundsätzlich einen 10 bis 15 Meter breiten Streifen im Lauf der Agger von Vilkerath bis fast zur Mündung. Erweiterungen über die Auenlandschaft bestehen an der Einmündung der Sülz und südlich von Lohmar bis zur Siegtalstrecke. Ein Teilbereich des FFH-Gebiets ist unter dem Namen „Naturschutzgebiet Agger“ (GL-073) im Bereich von Overath als Naturschutzgebiet ausgewiesen. Ab Aggerhütte verläuft es flussabwärts durch das „Naturschutzgebiet Aggeraue“ (SU-118) und weiter südlich durch das „Naturschutzgebiet Aggeraue zwischen Lohmar und Siegburg“ (SU-092).
Der Flusslauf windet sich, teils begradigt, relativ naturnah durch Grünland und ackerbaulich genutzte Flächen. Die breite Flussaue am Unterlauf weist zahlreiche naturnahe Kleinstrukturen wie Flutmulden, einen Weiher mit Uferröhrichten, Reste ehemaliger Fluss-Schlingen und Auwälder auf.
Durch das Landschaftsschutzgebiet „Aggeraue“ werden die Naturschutzgebiete Agger, Sieg, Wahner Heide und Naafbachtal verbunden.

## Lebensräume
- Natürliche eutrophe Seen und Altarme
- Flüsse mit Unterwasser-Vegetation
- Flüsse mit Schlammbänken und einjähriger Vegetation
- Stieleichenwald-Hainbuchenwald
- Hainsimsen-Buchenwald
- Hartholzauenwälder
- Erlen-Eschen- und Weichholz-Auenwälder
- Glatthafer- und Wiesenknopf-Silgenwiesen

## Zielarten
Schützenswerte vorkommende Arten sind Bachneunauge und Flussneunauge. Außerdem ist die Agger in das Wiederansiedelungsprogramm für Lachse in der Sieg eingebunden.